# François Blanchy

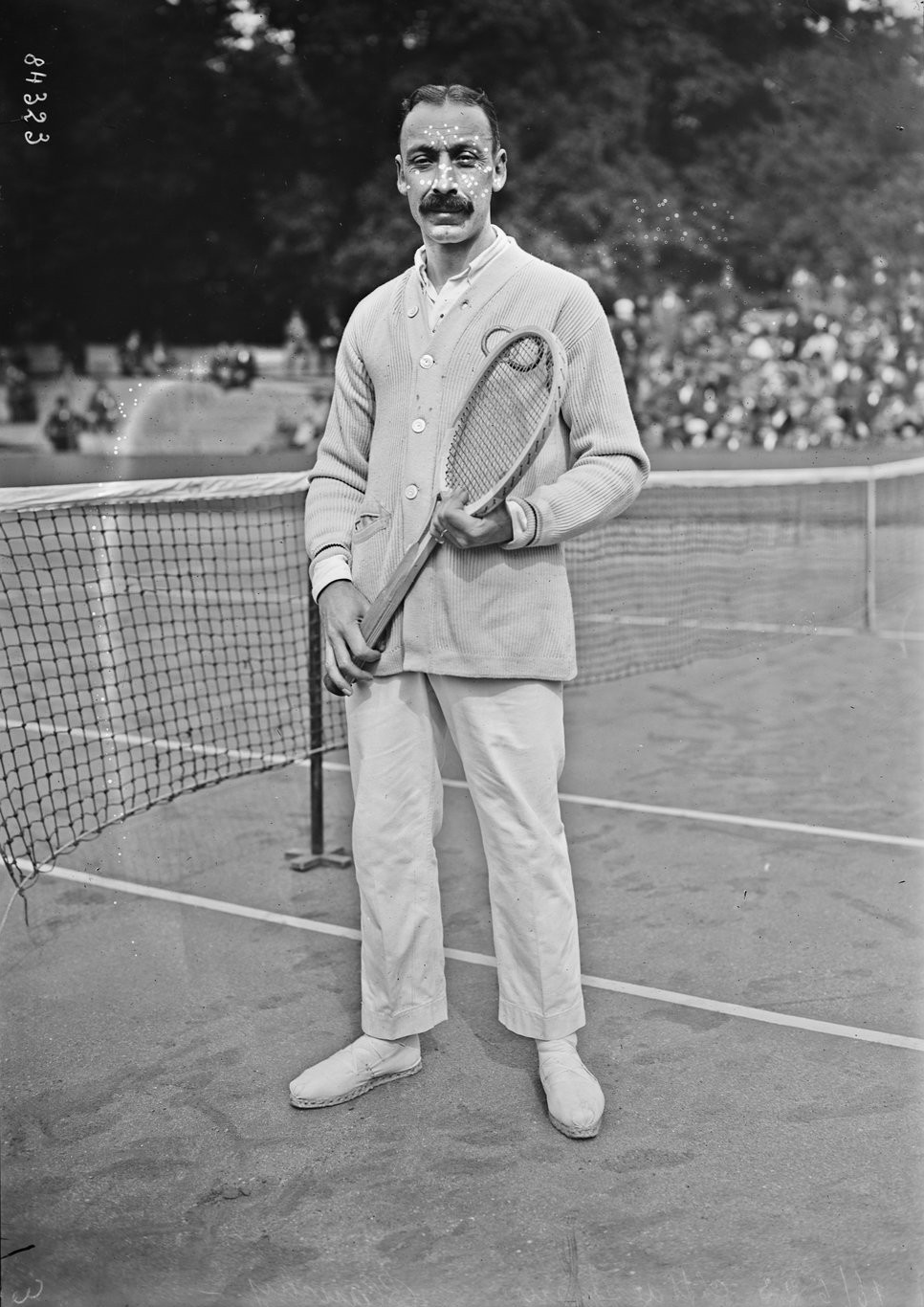

François Joseph Marie Antoine Blanchy, más conocido como François Blanchy (Burdeos, Francia, 12 de diciembre de 1886 - 2 de octubre de 1960, San Juan de Luz, Francia) fue un tenista francés. No consiguió el título ante Maurice Germot en la final individual de los Campeonatos Amateurs Franceses -hoy torneo de Roland Garros- en la edición de 1910, pero sí consiguió el título en 1923 ante Max Decugis, vencedor en 8 ocasiones. Blanchy también ganó el título de dobles en 1923, junto a Jean Samazeuilh. Blanchy se empeñó más tarde como oficial de deportes, dirigiendo la Villa Primrose (club de tenis de Burdeos) y la Federación Francesa de Tenis. 

## Finales del Grand Slam

### Individuales: 2 (1-1)
| Resultado | Año  | Campeonato            | Superficie | Rival en la final | Resultado en la final |
| Finalista | 1910 | Campeonatos Franceses | Hierba     | Maurice Germot    | –                     |
| Ganador   | 1923 | Campeonatos Franceses | Hierba     | Max Decugis       | 1–6, 6–2, 6–0, 6–2    |